# ヴォワチュール・アンテルム
ヴォワチュール・アンテルム（Voiture(t) Anthelme、ラテン名 Anthelmus ［アンテルムス］、1618年頃　- 1683年12月14日）は フランスの修道士・天文学者である。1670年はくちょう座（当時）新星（こぎつね座CK星）を発見し、記録に残したことで知られる。
1618年頃シャンパーニュ＝アルデンヌ地域圏オート＝マルヌ県のシャトネ（fr:Chatenay-Vaudin）に生まれた。ブルゴーニュ地域圏コート＝ドール県のディジョンでカルトゥジオ会の修道士であった。
1679年、アンテルムは宮廷付建築家オギュスタン・ロワーエに天文データを供し、彼の星図作製を助けた。そのロワーエ星図のもとになった、アンテルム自身によって観測された約1,800星を含む解説書付き星表（元期は1700年分点）も同年に出版された。アンテルムの星表はラテン語・フランス語が併記され、イタリアの球儀・図版製作者ヴィンチェンツォ・マリア・コロネッリ（w:Vincenzo Maria Coronelli）が星図や天球儀を作製する際に利用した。
また、イギリスのジョン・ベヴィスの星表にも、アンテルムの星表のデータが組み入れられている。
アンテルムにはまた、彗星に関する著書がある。